# Cáustica (óptica)

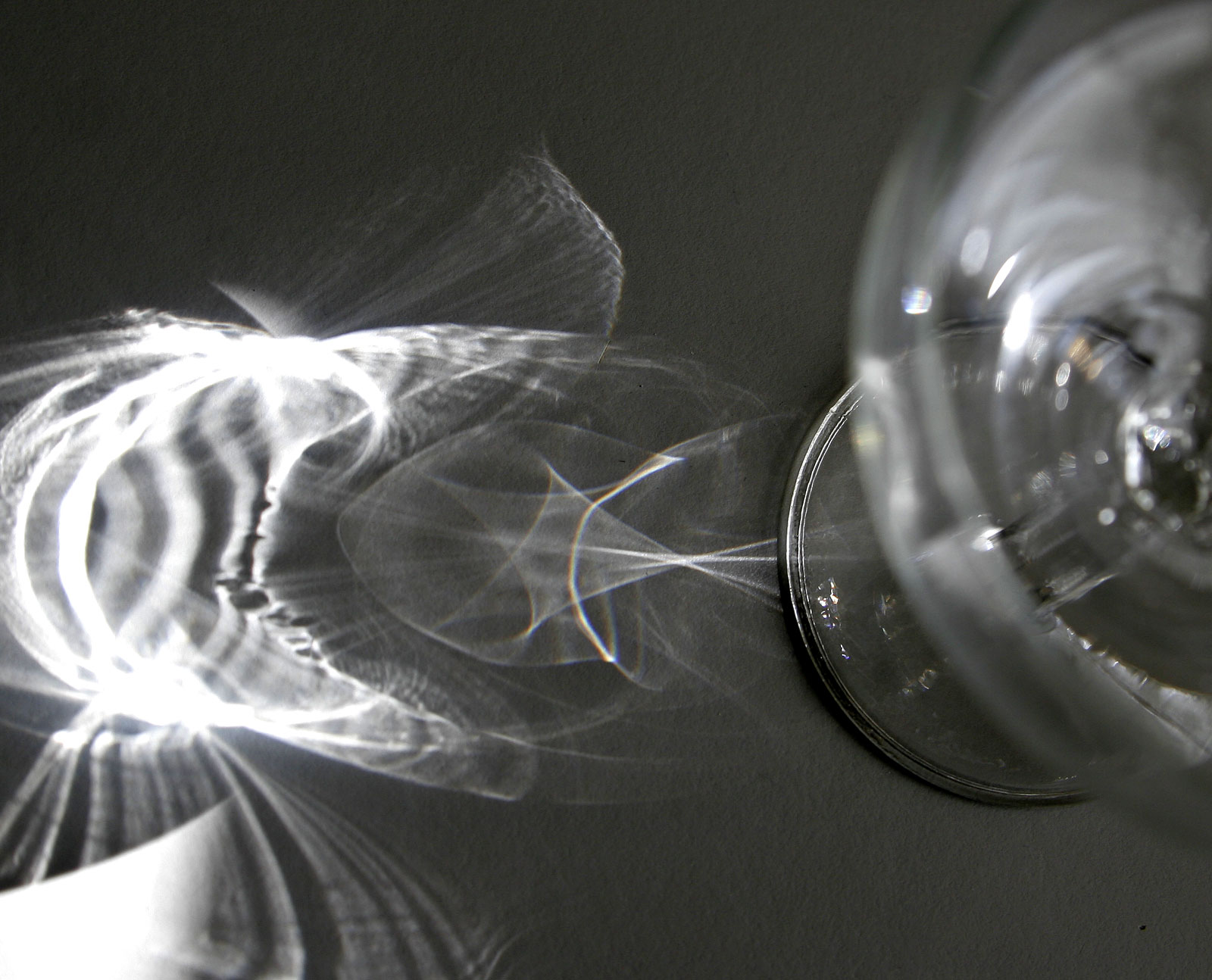
Cáusticas producidas por un vaso de agua.

En óptica, una cáustica es la envolvente de los rayos de luz reflejados o refractados por una superficie curva u objeto, o la proyección de esa envolvente de rayos en otra superficie. El término cáustica puede también referirse a la curva en la cual los rayos de luz son tangentes, determinando una frontera de la envolvente de rayos como una curva de luz concentrada. Por lo tanto en la imagen de la derecha, las cáusticas pueden ser los trozos de luz o sus bordes brillantes. Estas formas normalmente tienen puntos singulares cúspide.

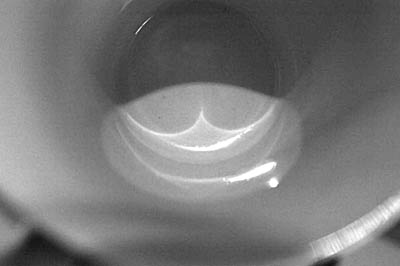
Cáustica en forma de nefroide en el fondo de una taza de té.

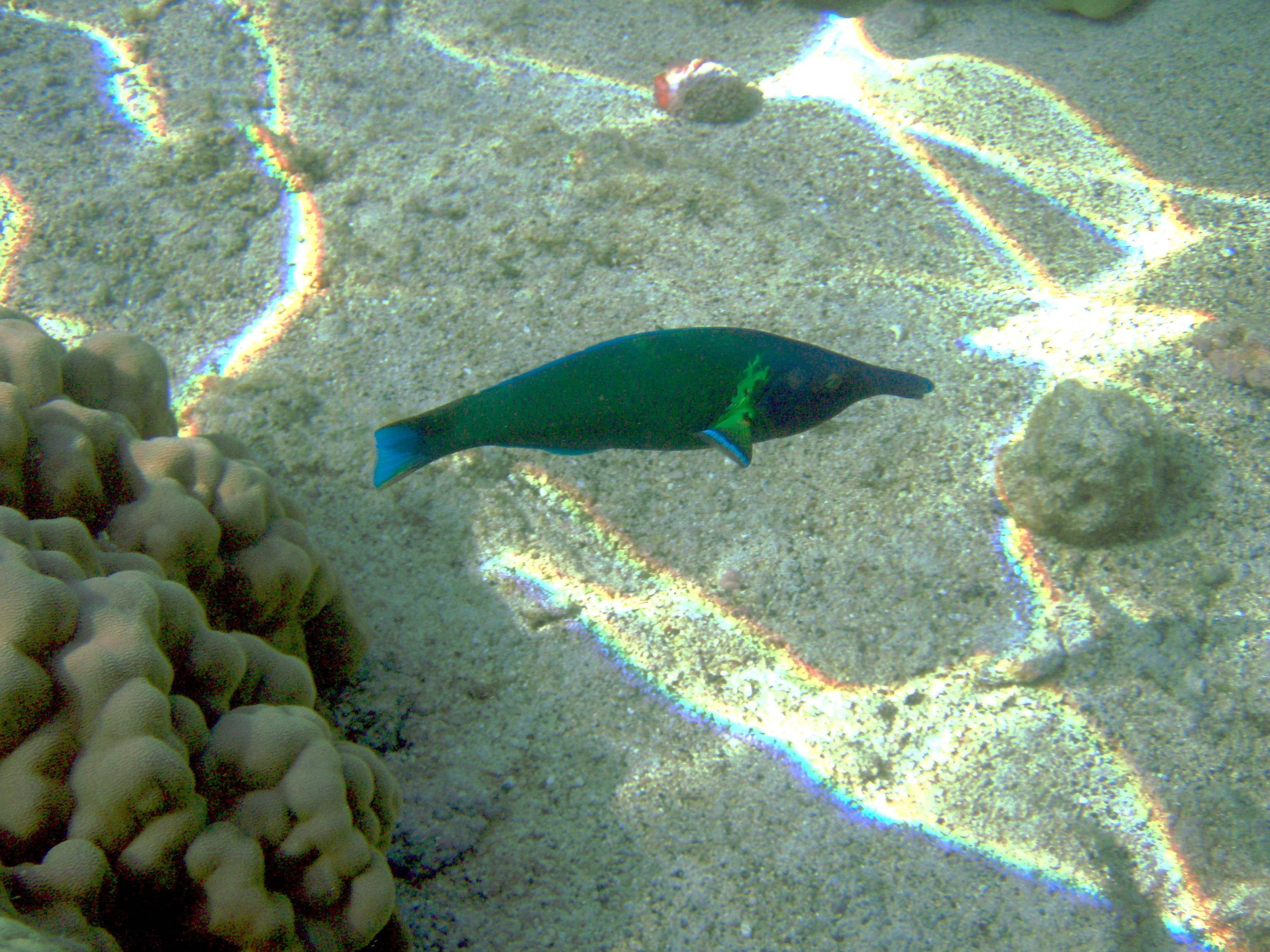
Cáusticas en la naturaleza.

Estas concentraciones de luz, especialmente de luz solar, pueden llegar a quemar. La palabra cáustica proviene del griego καυστός, quemar, a través del latín, causticus, quemando. Una situación común donde se pueden observar cáusticas es cuando la luz brilla a través de un vaso de bebida. El vaso proyecta una sombra, pero también produce una región curva de luz brillante. En circunstancias ideales (rayos perfectamente paralelos, de un origen en el infinito) debería producirse un trozo de luz en forma de nefroide. Las cáusticas por ondas se forman comúnmente cuando la luz brilla a través de las olas de un volumen de agua.

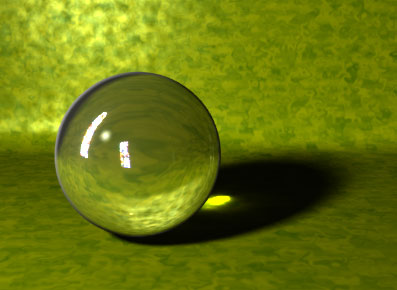
Imagen generada por ordenador mostrando iluminación con cáusticas.

En los gráficos por ordenador, la mayoría de sistemas de representación pueden simular cáusticas. Algunos de ellos incluso pueden simular cáusticas volumétricas. La simulación se consigue trazando rayos en los posibles caminos del haz de luz a través del cristal, teniendo en cuenta la refracción y la reflexión. El mapeado de fotones es una implementación de este proceso.